# Masternodes
Masternodes – serwer umieszczony w ramach zdecentralizowanej sieci danej kryptowaluty. Wypełnia te funkcje sieci, których nie wypełniają zwykłe węzły (nody). Główne funkcje które pełni to bezpośrednie wysyłanie/natychmiastowe transakcje lub prywatne transakcje i weryfikowanie transakcji.
Masternodes są uważane za punkty kontaktowe, które przechowują pełną kopię sieci blockchain w czasie rzeczywistym. W dowolnej sieci blockchain może znajdować się wiele takich masternodów.
Masternodes pełnią ważną funkcję dla sprawnego działania sieci, z funkcjami specjalnymi, w tym (funkcje te mogą się różnić między różnymi rodzajami kryptowaluty):
- Zwiększenie prywatności transakcji
- Podejmowanie natychmiastowych transakcji
- Głosowanie i udział w podejmowaniu decyzji dotyczących zarządzania
- Utrzymanie bezpieczeństwa sieci

Wszystkie masternodes są ze sobą połączone co sprawia, że blockchain jest zdecentralizowany. Integralność sieci w której znajduje się dana masternode nigdy nie jest zagrożona z powodu pojedynczego punktu awarii. Masternodes to seria serwerów lub walidatorów, które utrzymują sieć. Służą do realizacji transakcji, których zwykłe serwery nie są w stanie obsłużyć.
Kryptowaluta DASH jako pierwsza zapoczątkowała inny sposób pozyskiwania monet w 2014 roku, obecnie funkcję masternodes posiada 267 walut cyfrowych. Sieć masternodów to połączony system walidatorów. Słowo "master" w nazwie oznacza, że jest to węzeł o większym znaczeniu dla danej sieci. Masternodes stanowią rdzeń systemu, a ich pełnione funkcje podtrzymują dany blockchain. Ich rola w sieci przypomina praktyki miningu wykonywane przez krypto górników. Tworzą nowe bloki, weryfikują i zapisują transakcje oraz zapewniają stabilność i bezpieczeństwo systemu.

Operatorzy masternod posiadają prawo głosu w ramach systemu zarządzania daną walutą, uprawnia ich to do decydowania o losie systemu. 
W przypadku kryptowaluty DASH – masternody implementują funkcję anonimowego przesyłania środków poprzez mieszanie jednostek waluty w ramach systemu PrivateSend, przez co niemal niemożliwym jest wskazanie źródła z którego zostały wysłane. Odpowiadają także za funkcjonowanie opcji InstantSend – czyli natychmiastowych i nieodwracalnych transakcji pomiędzy użytkownikami. Cały proces trwa do kilku sekund i kosztuje ułamki dolara. Chronią także system przed tzw. atakiem 51% – czyli, jak może to mieć potencjalnie miejsce w przypadku algorytmu opartego o PoW, skupieniem większości mocy obliczeniowej w rękach zorganizowanej grupy górników.
Za pracę masternody, operatorzy wynagradzani są częścią nagród blokowych danej sieci w której się znajdują. Żadne masternodes nie są do siebie podobne, każda sieć ma swoje odmienne zasady funkcjonowania oraz zalety i wady, również każdy system podchodzi do wypłat w inny sposób. Niektóre masternodes wypłacają nagrody operatorom wiele razy dziennie, podczas gdy inne robią to raz dziennie.
Do rozpoczęcia pracy masternode wymagana jest określona ilość danej kryptowaluty. Przykładowo w przypadku kryptowaluty DASH jest to 10000 sztuk a NRG jest to 1000 sztuk. Wymagane cyfrowe waluty do pracy masternody są "zamrożone" na portfelu, a masternoda jest umieszczona na serwerze VPS z dedykowanym adresem IP, który dostępny jest 24h na dobę. Punkt kontrolny masternodes pracuje tak długo, jak włączony jest serwer.

## Zalety masternodes
Koszty utrzymania masternodes (utrzymanie aktywnego serwera bądź portfela działającego jako serwer) są bardzo niskie w porównaniu do pracy farm służących do wydobywania waluty Bitcoin. Operowanie masternodes wpływa korzystnie na cały system. Zapewniają większą skalowalność systemu, oznacza to o wiele szybsze przetwarzanie transakcji i unikanie zatorów, jak również większe bezpieczeństwo dla sieci. W przypadku wykrycia prób manipulacji przez daną masternodę jest ona wyłączana z systemu.
Przewidywany zysk z masternodes określa się za pomocą kilku czynników:
- Kapitalizacja rynku
- Dzienne obroty handlowe
- Aktywność programistów
- Społeczność
- Reputacja
- Zwrot z inwestycji (ROI)

Masternodes można posiadać całościowo jako jedyny posiadacz oraz częściowo poprzez wspólne inwestowanie w shared masternodes (masternody dzielone) na przeznaczonych do tego stronach.